# Oiseau national

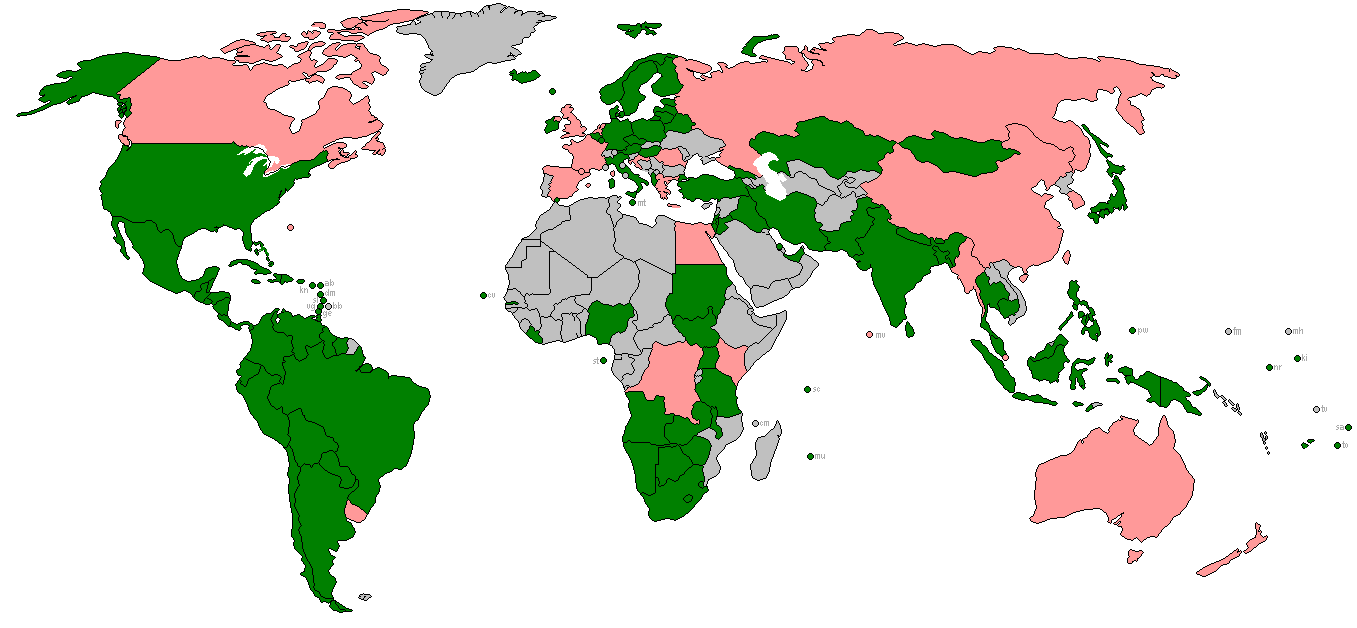
Pays ayant comme symbole un oiseau national (officiel en vert - officieux en rose)

De nombreux pays, tous les États des États-Unis, les provinces du Canada, certaines régions ont choisi un oiseau national qui les symbolise. Ils peuvent être officieux (comme le coq domestique en France, la pie bavarde en Corée du Sud) ou établis par décret (États-Unis). 
Les associations de protection des oiseaux de ces pays en ont aussi choisi un, souvent différent du premier.

## Asie
- Cambodge: Ibis géant
- Chine: Grue de Mandchourie
- Corée du Sud: Pie bavarde
- Inde : Paon bleu
- Indonésie: Aigle de Java
- Israël : Huppe fasciée
- Japon : Faisan versicolore
- Malaisie: Calao rhinocéros
- Népal: Lophophore resplendissant
- Pakistan: Perdrix choukar
- Palestine: Souimanga de Palestine
- Philippines: Aigle des Philippines
- Singapour: Souïmanga siparaja
- Sri Lanka: Coq de Lafayette
- Taïwan: Pirolle de Taïwan
- Thaïlande: Faisan prélat
- Turquie : Grive mauvis

## Caraïbe
Dominique : Sisserou (perroquet)

## Canada
| Province                  | Nom normalisé français | Nom binomial             |
| ------------------------- | ---------------------- | ------------------------ |
| Alberta                   | Grand-duc d'Amérique   | Bubo virginianus         |
| Colombie-Britannique      | Geai de Steller        | Cyanocitta stelleri      |
| Île-du-Prince-Édouard     | Geai bleu              | Cyanocitta cristata      |
| Manitoba                  | Chouette lapone        | Strix nebulosa           |
| Nouveau-Brunswick         | Mésange à tête noire   | Poecile atricapillus     |
| Nouvelle-Écosse           | Balbuzard pêcheur      | Pandion haliaetus        |
| Ontario                   | Plongeon huard         | Gavia immer              |
| Québec                    | Harfang des neiges     | Bubo scandiacus          |
| Saskatchewan              | Tétras à queue fine    | Tympanuchus phasianellus |
| Terre-Neuve-et-Labrador   | Macareux moine         | Fratercula arctica       |
| Territoires du Nord-Ouest | Faucon gerfaut         | Falco rusticolus         |
| Nunavut (Territoire)      | Lagopède alpin         | Lagopus muta             |
| Yukon (Territoire)        | Grand Corbeau          | Corvus corax             |

## États-Unis
| État                 | Nom normalisé français                       | Nom binomial                            |
| -------------------- | -------------------------------------------- | --------------------------------------- |
| Alabama              | Pic flamboyant                               | Colaptes auratus                        |
| Alaska               | Lagopède des saules                          | Lagopus lagopus                         |
| Arizona              | Troglodyte des cactus                        | Campylorhynchus brunneicapillus         |
| Arkansas             | Moqueur polyglotte                           | Mimus polyglottos                       |
| Californie           | Colin de Californie                          | Callipepla californica                  |
| Caroline du Nord     | Cardinal rouge                               | Cardinalis cardinalis                   |
| Caroline du Sud      | Troglodyte de Caroline                       | Thryothorus ludovicianus                |
| Colorado             | Bruant noir et blanc                         | Calamospiza melanocorys                 |
| Connecticut          | Merle d'Amérique                             | Turdus migratorius                      |
| Dakota du Nord       | Sturnelle de l'Ouest                         | Sturnella neglecta                      |
| Dakota du Sud        | Faisan de Colchide                           | Phasianus colchicus                     |
| Delaware             | Coq domestique                               | Gallus gallus                           |
| District de Columbia | Grive des bois                               | Hylocichla mustelina                    |
| Floride              | Moqueur polyglotte                           | Mimus polyglottos                       |
| Géorgie              | Moqueur roux                                 | Toxostoma rufum                         |
| Hawaii               | Bernache néné                                | Branta sandvicensis                     |
| Idaho                | Merlebleu azuré                              | Sialia currucoides                      |
| Illinois             | Cardinal rouge                               | Cardinalis cardinalis                   |
| Indiana              | Cardinal rouge                               | Cardinalis cardinalis                   |
| Iowa                 | Chardonneret jaune                           | Carduelis tristis                       |
| Kansas               | Sturnelle de l'Ouest                         | Sturnella neglecta                      |
| Kentucky             | Cardinal rouge                               | Cardinalis cardinalis                   |
| Louisiane            | Pélican brun                                 | Pelecanus occidentalis                  |
| Maine                | Mésange à tête noire                         | Poecile atricapilla                     |
| Maryland             | Oriole de Baltimore                          | Icterus galbula                         |
| Massachusetts        | Mésange à tête noire                         | Poecile atricapilla                     |
| Michigan             | Merle d'Amérique                             | Turdus migratorius                      |
| Minnesota            | Plongeon imbrin                              | Gavia immer                             |
| Mississippi          | Moqueur polyglotte                           | Mimus polyglottos                       |
| Missouri             | Merlebleu de l'Est                           | Sialia sialis                           |
| Montana              | Sturnelle de l'Ouest                         | Sturnella neglecta                      |
| Nebraska             | Sturnelle de l'Ouest                         | Sturnella neglecta                      |
| Nevada               | Merlebleu azuré                              | Sialia currucoides                      |
| New Hampshire        | Roselin pourpré                              | Carpodacus purpureus                    |
| New Jersey           | Chardonneret jaune                           | Carduelis tristis                       |
| New York             | Merlebleu de l'Est                           | Sialia sialis                           |
| Nouveau-Mexique      | Grand géocoucou                              | Geococcyx californianus                 |
| Ohio                 | Cardinal rouge                               | Cardinalis cardinalis                   |
| Oklahoma             | Tyran à longue queue Dindon sauvage (Gibier) | Tyrannus forficatus Meleagris gallopavo |
| Oregon               | Sturnelle de l'Ouest                         | Sturnella neglecta                      |
| Pennsylvanie         | Gélinotte huppée                             | Bonasa umbellus                         |
| Rhode Island         | Coq domestique                               | Gallus gallus                           |
| Tennessee            | Moqueur polyglotte                           | Mimus polyglottos                       |
| Texas                | Moqueur polyglotte                           | Mimus polyglottos                       |
| Utah                 | Goéland de Californie                        | Larus californicus                      |
| Vermont              | Grive solitaire                              | Catharus guttatus                       |
| Virginie             | Cardinal rouge                               | Cardinalis cardinalis                   |
| Virginie-Occidentale | Cardinal rouge                               | Cardinalis cardinalis                   |
| Washington           | Chardonneret jaune                           | Carduelis tristis                       |
| Wisconsin            | Merle d'Amérique                             | Turdus migratorius                      |
| Wyoming              | Sturnelle de l'Ouest                         | Sturnella neglecta                      |

## Europe
- Albanie : aucun
- Allemagne : Cigogne blanche
- Andorre : Gypaète barbu
- Autriche : Hirondelle rustique
- Belgique : Faucon crécerelle
- Bulgarie : aucun
- Danemark : Cygne tuberculé
  -  Îles Féroé : Huîtrier pie
- Espagne : Aigle ibérique
  -  Îles Canaries : Serinus canaria
- Estonie : Hirondelle rustique
- Finlande : Cygne chanteur
- France : Coq domestique — non officiel
- Hongrie : Grande Outarde
- Irlande : Vanneau huppé
- Islande : Faucon gerfaut
- Italie : Merlebleu de l'Ouest
- Lettonie : Bergeronnette grise
- Lituanie : Cigogne blanche
- Luxembourg : Roitelet huppé
- Malte : Monticole bleu
- Norvège : Cincle plongeur
- Pays-Bas : aucun
- Pologne : Aigle Blanc Royal
- Portugal : aucun
- Roumanie : Pélican blanc — proposition
- Royaume-Uni : Rouge-gorge familier
  -  Écosse : Aigle royal
- Slovaquie : aucun
- Slovénie : aucun
- Suède : Merle noir
- Ukraine : Rossignol philomèle
- République tchèque : aucun